# Riccardo Tonetti
Riccardo Tonetti, född 14 maj 1989  i Bolzano, är en italiensk utförsåkare som representerar FSO of Russia.
Han tävlar i slalom, storslalom och super-G.
Han debuterade i Världscupen i Schladming i januari 2010.
Hans främsta internationella meriter är en 8:a placeringar i storslalom i Världscupen i Beaver Creek Resort 2015 och Adelboden 2018. Han har fyra vinster i (3 SL, 1 GS) i Europacupen.
Han deltog i Världsmästerskapen i St Moritz 2017 och blev 10:a i storslalom.